# Puppet Master 2
Puppet Master 2 är en amerikansk skräckfilm från 1991 skriven av David Pabian och regisserad av David W. Allen. Det är den andra filmen i Puppet Masterserien.

## Handling
Filmen börjar med att dockan Pinhead gräver upp ett lik i en kyrkogård, iakttagen av Tunneler, Leech Woman, Blade och Jester. Pinhead häller sedan Andre Toulons mystiska kemikalie på liket, som visar sig vara Toulon själv. Toulon återuppväcks av kemikalierna. Några månader senare anländer en grupp forskare i det paranormala till det värdshus där händelserna i första filmen ägde rum, då ett mystiskt dödsfall inträffat och en av de överlevande från förra filmen, Meghan Gallagher, mördats och hennes hjärna tagits bort genom näsan. Den andra överlevande, Alex Whitaker, är omhändertagen på ett mentalsjukhus där han börjar få visioner av framtiden.

## Rollista
| Steve Welles        | – Andre Toulon, Eriquee Chaneé  |
| Elizabeth Maclellan | – Carolyn Bramwell, Elsa Toulon |
| Michael Todd        | – Puppet Toulon                 |
| Julianne Mazziotti  | – Dockan Camille/Elsa           |
| Collin Bernsen      | – Michael Kenney                |
| Gregory Webb        | – Patrick Bramwell              |
| Charlie Spradling   | – Wanda                         |
| Jeff Weston         | – Lance                         |
| Nita Talbot         | – Camille Kenney                |
| Sage Allen          | – Martha                        |
| George Buck Flower  | – Mathew                        |
| Sean B. Ryan        | – Billy                         |
| Ivan J. Rado        | – Handlare i Kairo              |
| Taryn Band          | – Barn i Kairo                  |
| Alex Band           | – Barn i Kairo                  |

### Dockor
- Blade
- Jester
- Pinhead
- Tunneler
- Elsa
- Leech Woman
- Torch